# Luusaari (ö i Norra Österbotten)
Luusaari är en halvö i Finland. Den ligger i sjön Vuohtajärvi och i kommunen Reisjärvi i den ekonomiska regionen  Nivala-Haapajärvi ekonomiska region  och landskapet Norra Österbotten, i den centrala delen av landet, 400 km norr om huvudstaden Helsingfors.